# حياة محمد (فلم)
حياة محمد هو مسلسل وثائقي بريطاني قصير مكون من ثلاثة أجزاء أنتج عام 2011 يتناول حياة النبي محمد وأصول الإسلام. الفلم الوثائقي من إخراج فارس كرماني [الإنجليزية]، وتأليف ضياء الدين سردار، وتقديم راجح عمر. تم بثه على قناة بي بي سي الثانية لمدة ثلاثة أسابيع متتالية من 11 تموز 2011 إلى 25 تموز 2011 م.

## الجوائز والترشيحات
| سنة  | جائزة                                        | فئة                    | المستلمون    | نتيجة |
| ---- | -------------------------------------------- | ---------------------- | ------------ | ----- |
| 2012 | جوائز مؤسسة ساندفورد سانت مارتن [الإنجليزية] | جائزة التلفزيون الأولى | أفلام الهلال | فاز   |
| 2012 | الجمعية الملكية للتلفاز [الإنجليزية]         | جوائز البرنامج         | أفلام الهلال | رُشح   |

## طالع أيضًا
- قائمة الأفلام الإسلامية
- النبي محمد في الأفلام

## روابط خارجية
- قالب:BBC programme
- The Life of Muhammad  في قاعدة بيانات الأفلام على الإنترنت (بالإنجليزية)
- Crescent Films website
- [https://www.youtube.com/watch?v=Crescent Films

```
.] على 
يوتيوب
```